# Dolmen von Boutouiller

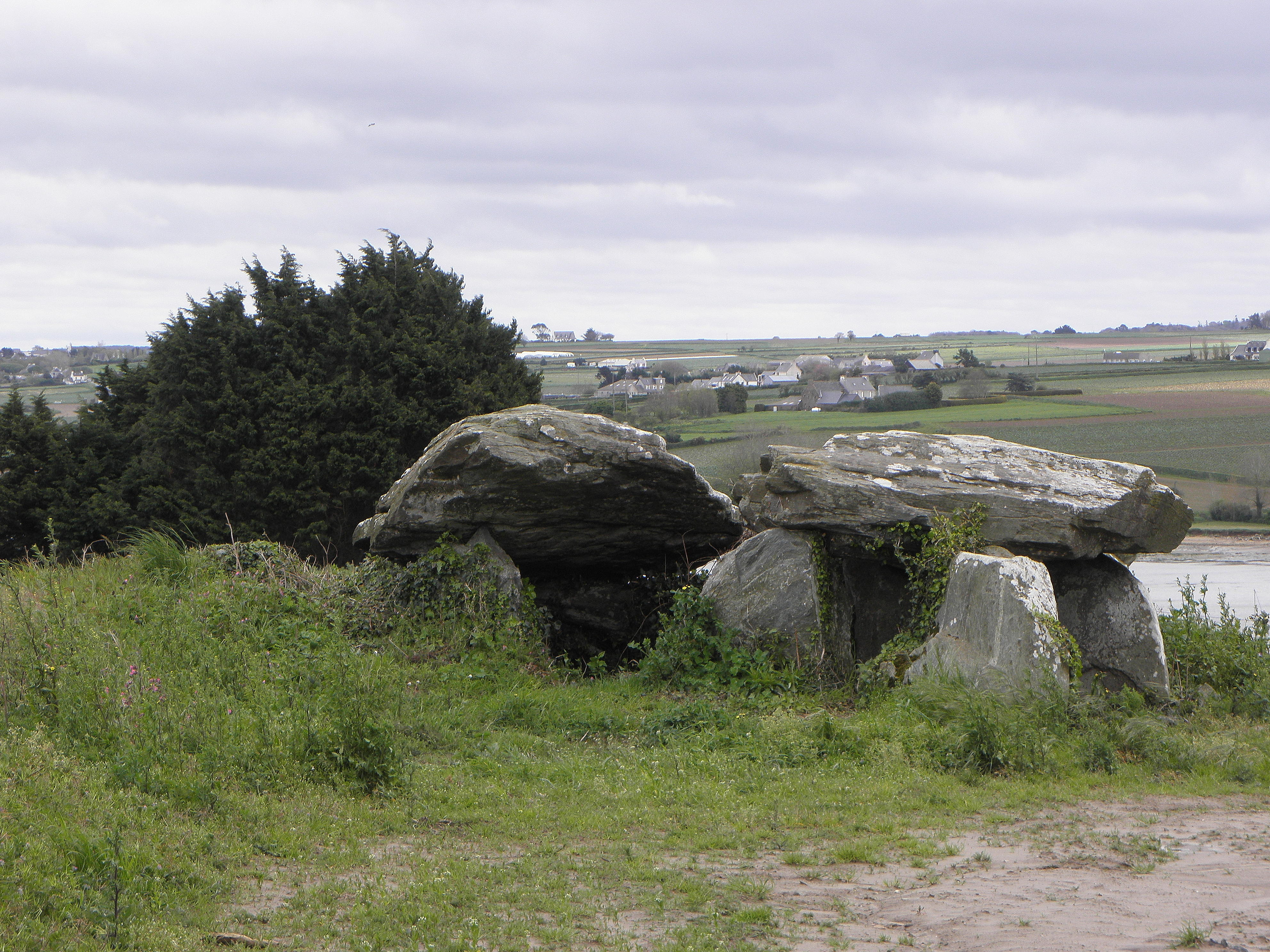
Dolmen von Boutouiller

Der Dolmen von Boutouiller (auch Dolmen de Kerivin oder Dolmen de Kérangouez genannt) liegt in Saint-Pol-de-Léon im Département Finistère in der Bretagne in Frankreich, unweit der Straße zwischen Morlaix und Roscoff. Dolmen ist in Frankreich der Oberbegriff für Megalithanlagen unterschiedlicher Art (siehe: Französische Nomenklatur) ist hier jedoch unzutreffend.
Die T-förmige Ost-West orientierte Allée couverte von 8,5 m Länge, 3,9 m Breite1 und 1,1 m Höhe ist ein Beispiel für ein Bindeglied zwischen der klassischen Zugangsform und dem Galeriegrab mit Seitenzugang oder Dolmen à couloir. Sie ist heute zugewachsen, mit Abfall verschüttet und daher schwer erkennbar. Der Dolmen steht seit 1909 als Monument historique unter Denkmalschutz.

Dolmen von Boutouiller
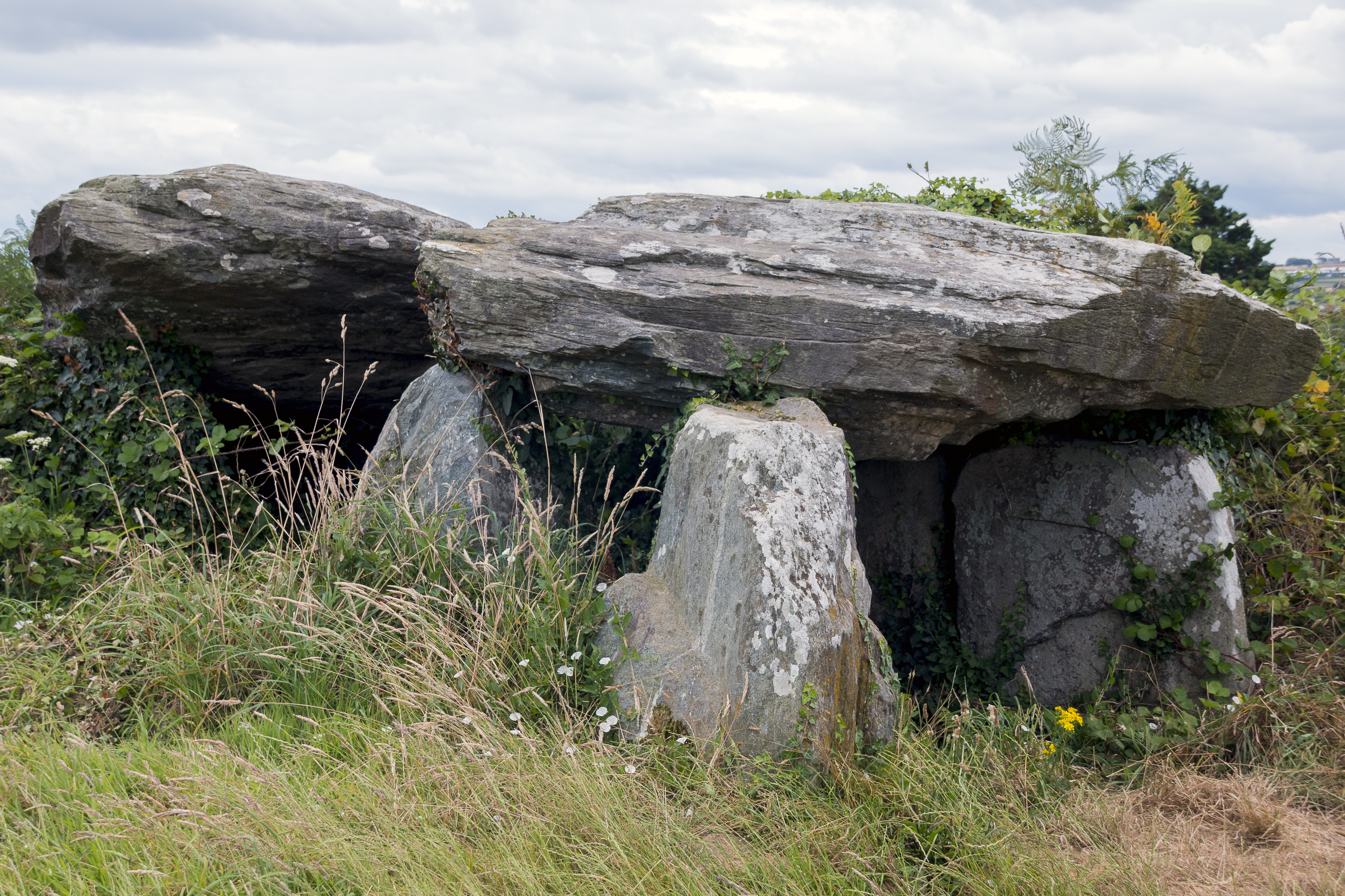
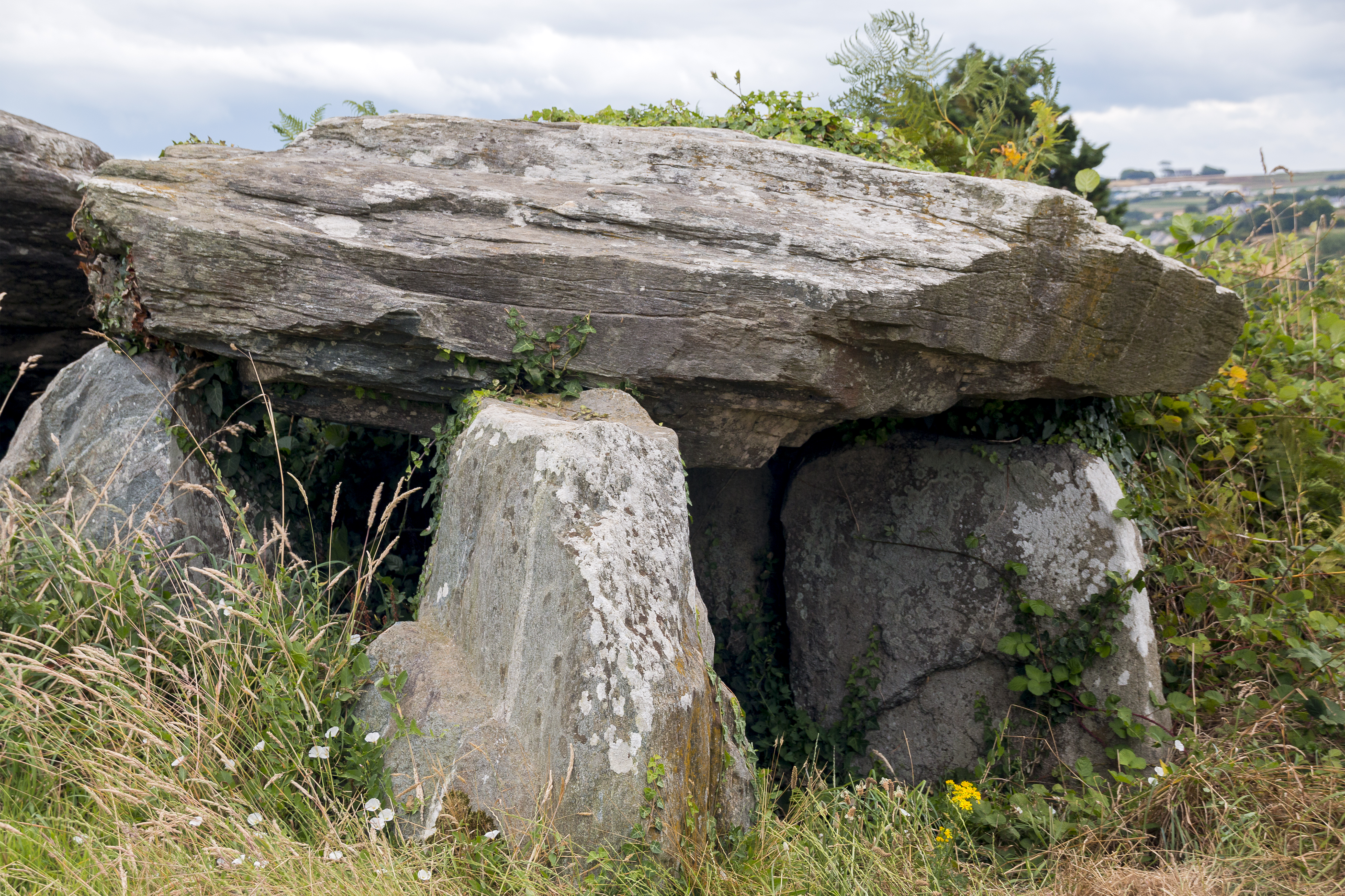
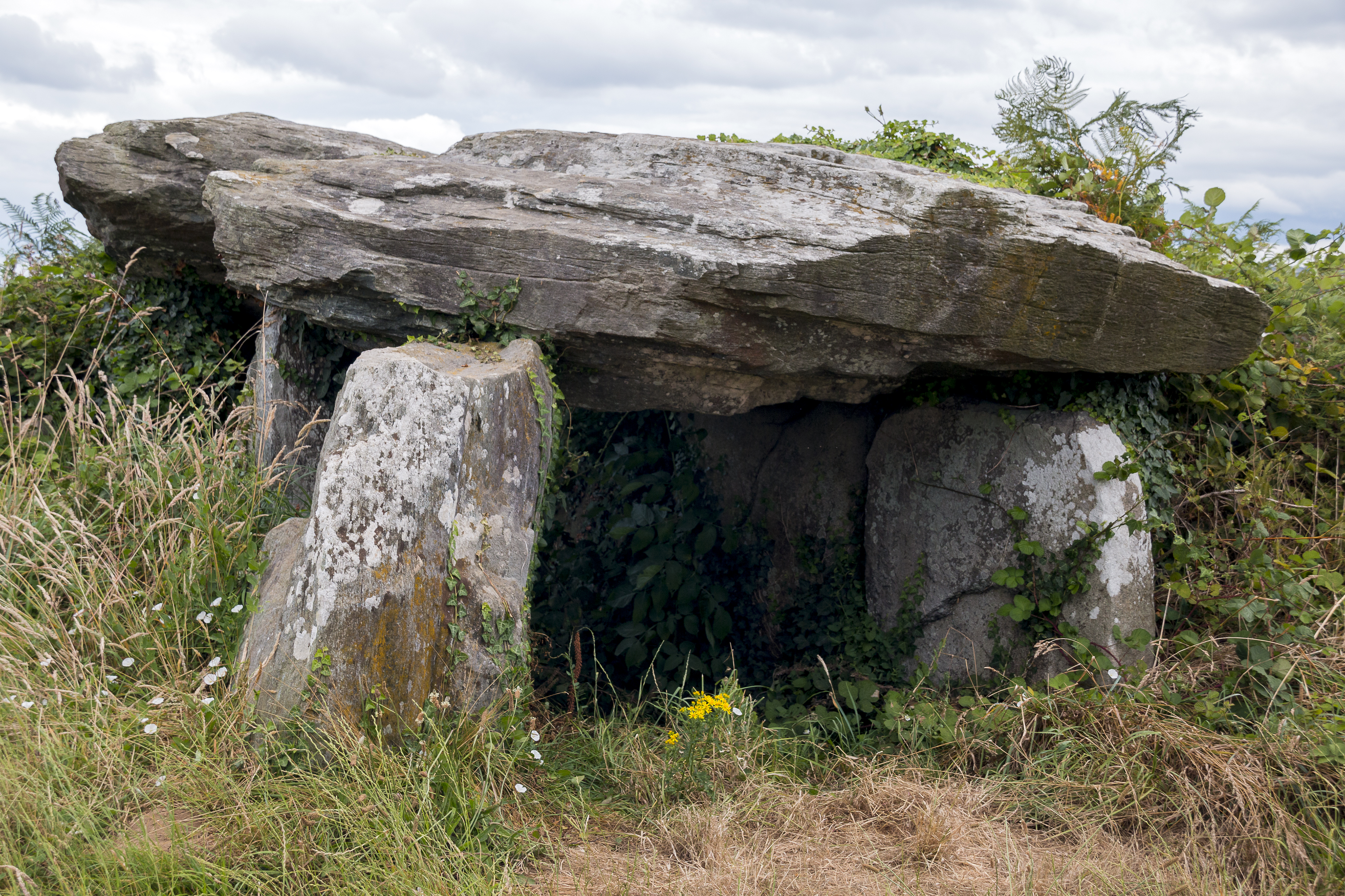